# هلئوسور
هلئوسور (نام علمی: Heleosaurus) نام یک سرده از شاخه طنابداران است.